# Chaerilus wrzecionkoi
Espèce
Chaerilus wrzecionkoi est une espèce de scorpions de la famille des Chaerilidae.

## Distribution
Cette espèce est endémique du Tibet en Chine. Elle se rencontre vers Tangmai à 2 075 m d'altitude.

## Description
Le mâle holotype mesure 37 mm et la femelle paratype 39 mm.

## Étymologie
Cette espèce est nommée en l'honneur d'Antonin Wrzecionko.

## Publication originale
- Kovařík, 2012 : Five New Species of Chaerilus Simon, 1877 from China, Indonesia, Malaysia, Philippines, Thailand, and Vietnam (Scorpiones: Chaerilidae). Euscorpius, no 149, p. 1-14 (texte intégral).